# Ahmed Abu Khatallah

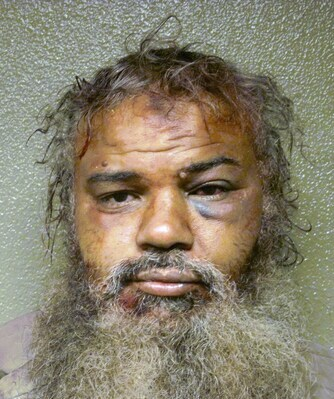
Ahmed Abu Khatallah

Ahmed Abu Khatallah (* 1971) ist ein mutmaßlicher islamistischer Terrorist.
Bei einem Anschlag radikaler Islamisten waren 2012 in Bengasi, Libyen der US-Botschafter J. Christopher Stevens und drei Wachleute getötet worden. In den USA hatte der Anschlag zu heftigem politischen Streit geführt und Präsident Barack Obama stark unter Druck gesetzt.
Die US-Regierung hatte Khatallah im Januar 2014 offiziell auf die Liste von Terroristen gesetzt. Auf der Internetseite des Außenministeriums wurde er als „ranghoher Anführer“ der Extremistengruppe Ansar al Scharia in Bengasi beschrieben. Diese Organisation hatte nach dem Sturz von Machthaber Muammar al-Gaddafi 2011 an Bedeutung gewonnen. Ansar al Scharia ist auch im Nachbarland Tunesien aktiv.

## Gefangennahme
Eine US-Spezialeinheit hatte im Juni 2014 Khatallah als mutmaßlichen Drahtzieher der tödlichen Attacke auf das US-Konsulat im libyschen Bengasi am 11. September 2012 gefangen genommen. Bei einer geheimen Kommandoaktion in Libyen wurde er festgenommen, teilte das Pentagon mit. Khatallah werde „an einem sicheren Ort“ von Spezialisten verhört. In ähnlichen Fällen hatten die US-Behörden Terrorverdächtige zunächst auf US-Kriegsschiffen verhört, ehe sie zur Strafverfolgung in die USA gebracht wurden.

## Prozess
CNN meldete, Khatallah werde in die USA gebracht. Ihm soll vor einem Bundesgericht in Washington der Prozess gemacht werden. US-Justizminister Eric Holder kündigte an, die Ermittlungen würden fortgesetzt, um Khatallahs Mittäter ebenfalls zu fassen.
Im Oktober 2015 fand eine erste Anhörung statt. Die Anklage legt ihm 18 Punkte zur Last, darunter Mord an einer durch internationale Abkommen geschützten Person, was sich auf Botschafter Stevens bezieht.